# Comune di Rudersdal
Il comune di Rudersdal è un comune della Danimarca situato nella regione di Hovedstaden.
Capoluogo e sede amministrativa è la città di Holte.
Il comune è stato costituito in seguito alla riforma amministrativa del 1º gennaio 2007 accorpando i precedenti comuni di Søllerød e Birkerød.

## Centri abitati
I centri abitati principali del comune sono:
- Birkerød (20 881)
- Rudersdal (20 021)
- Hørsholm (13 346)